# Dumbrava, Cozmeni
Dumbrava (în ucraineană Діброва, transliterat Dibrova) este un sat în raionul Cozmeni din regiunea Cernăuți (Ucraina), depinzând administrativ de comuna Berbești. Are 356 locuitori, preponderent ucraineni (ruteni).
Satul este situat la o altitudine de 259 metri, în partea de sud-vest a raionului Cozmeni.

## Istorie
Localitatea Dumbrava a făcut parte încă de la înființare din regiunea istorică Bucovina a Principatului Moldovei. În ianuarie 1775, ca urmare a atitudinii de neutralitate pe care a avut-o în timpul conflictului militar dintre Turcia și Rusia (1768-1774), Imperiul Habsburgic (Austria de astăzi) a primit o parte din teritoriul Moldovei, teritoriu cunoscut sub denumirea de Bucovina. După anexarea Bucovinei de către Imperiul Habsburgic în anul 1775, localitatea Dumbrava a făcut parte din Ducatul Bucovinei, guvernat de către austrieci, făcând parte din districtul Cozmeni (în germană Kotzmann). 
După Unirea Bucovinei cu România la 28 noiembrie 1918, satul Dumbrava a făcut parte din componența României, în Plasa Ceremușului a județului Storojineț. Pe atunci, majoritatea populației era formată din ucraineni, existând și o comunitate de români.
Ca urmare a Pactului Ribbentrop-Molotov (1939), Bucovina de Nord a fost anexată de către URSS la 28 iunie 1940, reintrând în componența României în perioada 1941-1944. Apoi, Bucovina de Nord a fost reocupată de către URSS în anul 1944 și integrată în componența RSS Ucrainene. 
Începând din anul 1991, satul Dumbrava face parte din raionul Cozmeni al regiunii Cernăuți din cadrul Ucrainei independente. Conform recensământului din 1989, numărul locuitorilor care s-au declarat români plus moldoveni era de 2 (2+0), reprezentând 0,58% din populație . În prezent, satul are 356 locuitori, preponderent ucraineni.

## Demografie
Componența lingvistică a localității Dumbrava
     Ucraineană (99,44%)
     Alte limbi (0,56%)
Conform recensământului din 2001, majoritatea populației localității Dumbrava era vorbitoare de ucraineană (99,44%), existând în minoritate și vorbitori de alte limbi.
1989: 346 (recensământ)
2007: 356 (estimare)